# Missile FC
Missile Football Club w skrócie Missile FC – gaboński klub piłkarski grający w gabońskiej pierwszej lidze, mający siedzibę w mieście Libreville.

## Sukcesy
- I liga[1]:
  - mistrzostwo (1): 2010/2011

## Występy w afrykańskich pucharach
| Sezon | Rozgrywki           | Runda   | Kraj                     | Klub                   | Dom | Wyjazd | Dwumecz      |
| ----- | ------------------- | ------- | ------------------------ | ---------------------- | --- | ------ | ------------ |
| 2011  | Puchar Konfederacji | wstępna | Burundi                  | AS Inter Star          | 4–0 | 0–1    | 4–1          |
| 2011  | Puchar Konfederacji | 1       | Sudan                    | Al-Nil Al Hasahesa     | 2–1 | 1–1    | 3–2          |
| 2011  | Puchar Konfederacji | 2       | Algieria                 | JS Kabylie             | 3–0 | 0–3    | 3–3 (k. 0–3) |
| 1997  | Liga Mistrzów       | wstępna | Wybrzeże Kości Słoniowej | Africa Sports National | 3–2 | 0–2    | 3–4          |

## Stadion
Domowe mecze klub rozgrywa na stadionie o nazwie Stade Augustin Monédan de Sibang w Libreville. Stadion może pomieścić 7000 widzów.

## Reprezentanci kraju grający w klubie
Stan na wrzesień 2023.
| - Stéphane Achy - Georges Ambourouet - Cyrille Avebe - Ulrich Bémbangoye - Victor Bissafi - Thérence Biteghe - Étienne Bito’o - Cédric Boussoughou - Muller Dinda - Tchen Kabi - Guélor Kanga - Beni Popaul Kiendé - Williams Loussoueke - Bruno Mbanangoyé Zita - Axel Méyé - Charly Moussono - Chantry Muie Nguéma - Claude Mvé Mintsa - Rodrigue Nang Nzé - Prince Ndinga - Stéphane Ndong - Bardeur Ngadjouma - Geoffroy Ngamé Essono - René Nsi Akoué - Robert Nsimba - Jean-René Nze Mba | - Aristide Nzé Mengue - Duval Nzembi - Shiva N’Zigou - Lionel Obame - Arthur Obiang - Mesmin Ondo - Victorien Otiomo - Juste Otomo - Aliday Poathy - Auriol Pongui - Thibault Thicaya - Félicien Singbo - Omar Kaboré - Adama Sawadogo - Ali Zoungrana - Karl Max Barthélémy - Léger Djimrangar - Ahmat Evariste Medego - Pascal Kalemba - Alfred Mfongang - Endzongo Itoua - Destin Makita-Passy - Harris Tchilimbou - Amorese Dertin - Romaric Lignanzi |